# Schakelbord

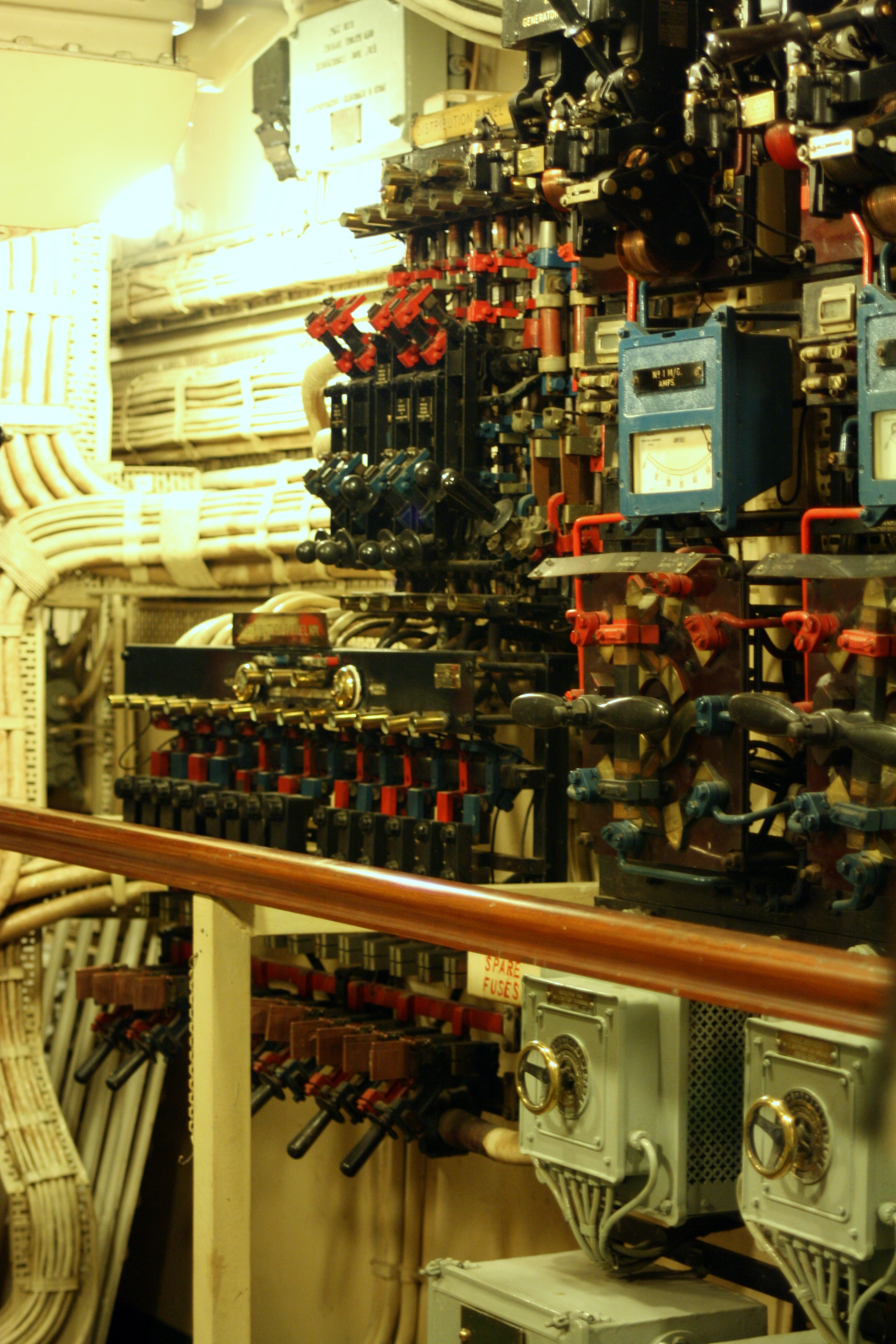
Schakelbordkamer op de HMS Belfast

Een schakelbord is een apparaat dat elektriciteit uit één bron naar een andere leidt. Het is een samenstelling van panelen, die alle schakelaars bevatten om de elektriciteit op verschillende manieren om te leiden. De bediener is beschermd tegen elektrocutie door veiligheidsschakelaars en zekeringen.
Er kunnen ook regelaars zijn aangebracht die de eigenschappen van de elektriciteit die uit een generator komt regelen. Frequentieregeling van wisselstroom en load sharing plus meters die de frequentie aangeven en een synchroscoop. De hoeveelheid vermogen dat een schakelbord ingaat, is gelijk aan het vermogen dat er uitgaat.
Binnen het schakelbord bevindt zich een aantal busbars, over het algemeen brede stroken van koper waarmee het mechanisme wordt verbonden. Deze dienen om hoge stromen toe te staan door het schakelbord, en zijn over het algemeen naakt en niet geïsoleerd. Het vermogen aan een schakelbord zou eerst moeten worden geïsoleerd alvorens een schakelbord voor onderhoud wordt geopend, aangezien naakte busbars een groot gevaar voor elektrocutie zijn. Werken aan een levend schakelbord is zelden noodzakelijk, en als het dan wordt gedaan zouden de voorzorgsmaatregelen moeten worden genomen, zoals staan op een dikke rubbermat, het gebruik van handschoenen etc.